# Rue de la Vieille-Tannerie
La rue de la Vieille-Tannerie est une ancienne voie de Paris. Elle a disparu lors du réaménagement des abords de la place du Châtelet dans les années 1850 et la construction du Théâtre-Lyrique.

## Historique
Son existence est attestée dès le XIIIe siècle ; elle aurait porté alors le nom de rue des Créneaux.
Située dans le quartier d'Arcis de l'ancien 7e arrondissement (actuel 4e arrondissement), elle reliait au moment de sa suppression la rue de la Vieille-Place-aux-Veaux aux rues de la Tuerie et de la Vieille-Lanterne.
Juste avant la Révolution française, la rue faisait partie de la paroisse Saint-Jacques-de-la-Boucherie.
En 1808, le Grand Châtelet est détruit et la place du Châtelet est aménagée. Une partie de la rue du Pied-de-Bœuf est incorporée à la nouvelle place et la rue de la Vieille-Lanterne est prolongée à l'ouest de la rue de la Vieille-Tannerie.
Dans le cadre des transformations de Paris sous le Second Empire, la place du Châtelet est réaménagée, le 
boulevard du Centre et le boulevard de l'Hôtel-de-Ville sont percés et la rue Saint-Martin est élargie. La rue est alors officiellement supprimée par un décret du 29 juillet 1854,.
Le Théâtre-Lyrique est construit à son emplacement.

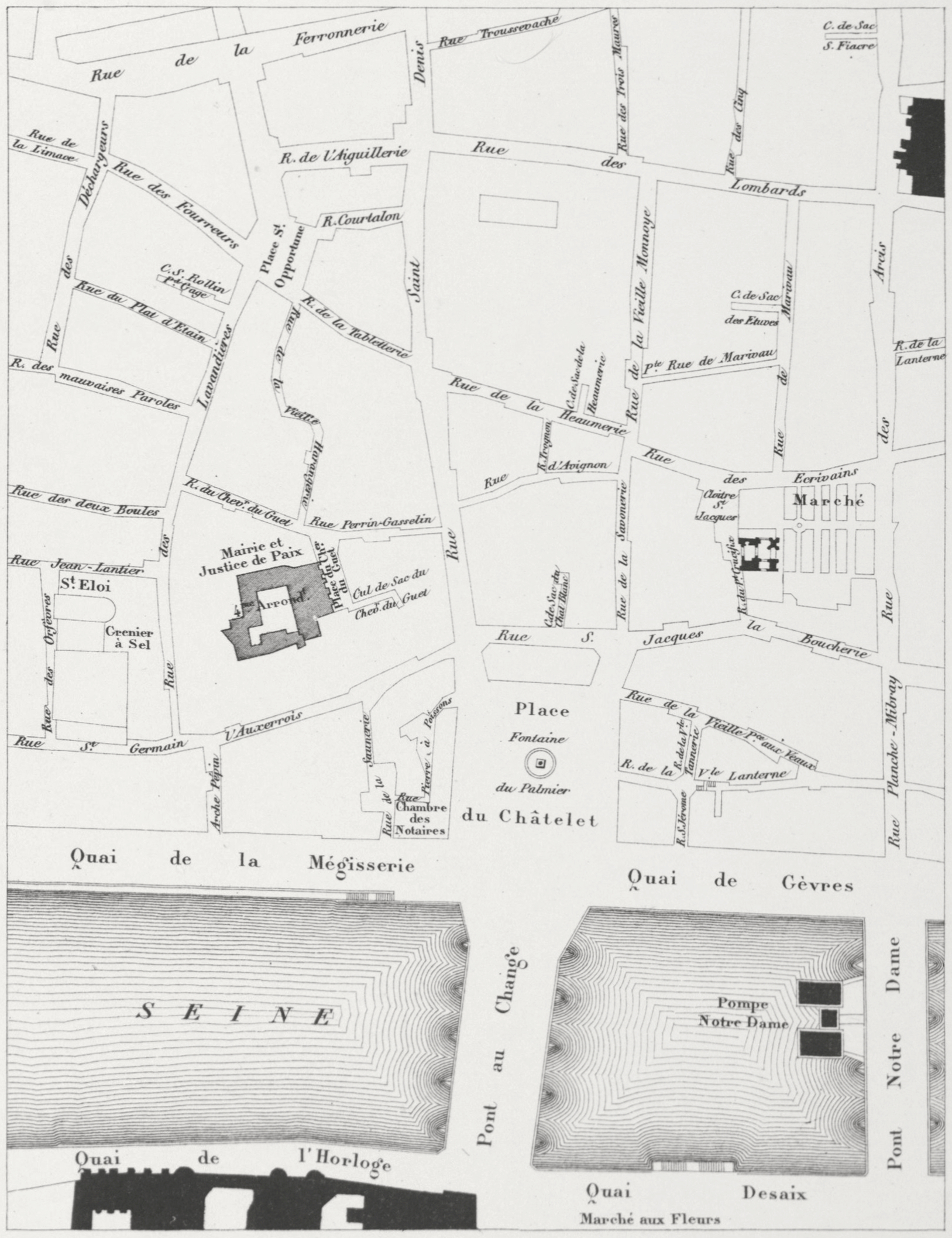
Le quartier du Châtelet en 1836.